# Periodyzacja historii Polski
Periodyzacja historii Polski – zagadnienie dotyczące tego, jakie chronologiczne okresy historyczne wyróżnić w historii Polski. Istnieje szereg różnych periodyzacji, niektórych wyspecjalizowanych w zagadnieniach historii ustroju lub prawa. Najbardziej zgodną datą w tych periodyzacjach jest data upadku I Rzeczypospolitej w 1795 r., choć i tu zdarzają się wyjątki. Różnice w wielu periodyzacjach wynikają m.in. z faktu, że różni autorzy przyjmowali różne kryteria, np. elementy prawno-formalne (takie jak poszczególne akty prawne) albo aspekty świadomości społecznej.
Wielu historyków historii Polski podejmowało się prób systematyzacji, organizacji i periodyzacji, zaczynając od Adama Naruszewicza w XVIII wieku. 
Poniżej przedstawiono późniejsze periodyzacje według kolejności chronologicznej.

## Periodyzacja Naruszewicza
Podział historii Polski na okresy według Naruszewicza widać w jego częściowo zrealizowanym projekcie Historia narodu polskiego, gdzie zastosował podział na okres przedchrześcijański, okres dynastii Piastów, i zarysował propozycję dalszego podziału (na okres dynastii Jagiellońskiej i okres wolnej elekcji).

## Periodyzacja Towarzystwa Przyjaciół Nauk
Już na początku XIX wieku Towarzystwo Warszawskie Przyjaciół Nauk, z którym związany był m.in. Stanisław Staszic, zaproponowało następujący podział (w Odezwie w sprawie prospektu historii narodu polskiego, 1809):
- I – do momentu wprowadzenia chrześcijaństwa;
- II – od 966 r. do 1138 r.;
- III – od Władysława II do 1370 r.;
- IV – od Ludwika Węgierskiego do 1572 r.;
- V – od 1572 r. do Sejmu 1788 r.;
- VI – od 1788 r. do 1795 r.;
- VII – „Historia narodu pod obcym panowaniem, aż do postanowienia Księstwa Warszawskiego”.

## Periodyzacja Lelewela
Joachim Lelewel w 1813 r. zaproponował następujący podział (Historii Polski do końca panowania Stefana Batorego):
- I – Polska podbijająca. Samowładztwo (890–1139);
- II – Polska podzielona. Możnowładztwo (1139–1374);
- III – Polska kwitnąca. Gminowładztwo szlacheckie (1374–1586);
- IV – Polska upadająca. Nieład. Spodlenie tronu, samowola możnych, szlachecki nieład (1586–1764, 1764–1795 usiłowania w podźwignięciu Polski).
- V – Polska odradzająca się. Rozszerzenie swobód jednego stanu na cały naród.

## Periodyzacja Moraczewskiego
W 1838 r. Jędrzej Moraczewski zaproponował podział (Jak najdogodniej oznaczać epoki historii):
- I okres – do 1138 r.;
- II okres – do 1370 r.;
- III okres – do 1506 r.;
- IV okres – do 1586 r.;
- V okres – do 1668 r.

## Periodyzacja Szajnochy
W latach 50. XIX wieku Karol Szajnocha zaproponował do podziału dziejów Polski triadę heglowską (niepublikowane zapiski):
- epoka I – do 1157 r. (gminowładztwo, Polska zrasta się w jedno);
- epoka II – 1157–1648 (moralny wzrost i spojenie poprzez „wpływ cywilizacyjny okcydentu, tj. cywilizacji katolickiej i feudalnej”);
- epoka III – 1648–1795 (suma cech epok poprzednich, powstanie samorodnej Rzeczypospolitej szlacheckiej).

## Periodyzacja Plebańskiego
W 1854 r. Józef Kazimierz Plebański zaproponował podział (O zadaniu dziejopisarstwa polskiego) na cztery epoki:
- I – Od początków tworzenia się narodowości polskiej z łona Słowiańszczyzny aż do ustalenia reprezentacji narodowej, tj. od poł. IX aż pod koniec XV wieku;
- II – Samodzielne panowanie narodu polskiego w XVI-tym, aż do połowy XVII wieku;
- III – Narodowość polska pod wpływem obczyzny (emulacji Francji z Austrią) na zewnątrz i wewnątrz osłabiona, przemocy Rosji ulega: 1648–1791;
- IV – Polska odradzająca się, od Konstytucji 3 maja 1791 r. aż do naszych czasów.

## Periodyzacja Bobrzyńskiego
Michał Bobrzyński wyróżniał w 1881 r. (Dzieje Polski):
- państwo patriarchalne, od początku polskiej państwowości do ok. połowy XIII wieku;
- państwo patrymonialne, od połowy XIII wieku do końca XV wieku;
- państwo nowożytne, od końca XVI wieku do okresu rozbiorów.

## Periodyzacja Dylewskiego
Edmund Dylewski wyróżniał w 1890 r. (O podziale historii prawa polskiego na okresy):
- okres I – epoka zasad słowiańskich, trwająca od czasów najdawniejszych do przyjęcia chrześcijaństwa;
- okres II – epoka powstawania państwa polskiego i wszechwładzy prawa książęcego, od końca X do końca XIII wieku;
- okres III – epoka łamania prawa książęcego i dążenia do powszechnego uprzywilejowania, od końca XIII do początku XVI stulecia;
- okres IV – epoka sejmowania i przewagi stanu szlacheckiego, od zorganizowania sejmu w początkach XVI stulecia do III rozbioru w 1795 r.;
- okres V – epoka porozbiorowa.

## Periodyzacja Kutrzeby
Stanisław Kutrzeba w okresie przedwojennym wyróżniał (Historia ustroju Polski w zarysie, 1905; i prace późniejsze):
- okres wstępny – organizacji rodowej, do połowy X wieku;
- okres I – prawa książęcego, od powstania państwa do 1180 r.;
- okres II – organizacji społeczeństwa, nazywany też okresem immunitetu, od 1180 do 1370 lub 1374 r.;
- okres III – stanowy, od 1370 (1374) do 1569 lub 1572 r.;
- okres IV – sejmowy (Rzeczypospolitej szlacheckiej), od 1569 (1572) do 1764 r.;
- okres V – reform konstytucyjnych, od 1764 r. do upadku kraju;
- okres VI – porozbiorowy.

## Periodyzacja Siemieńskiego
Józef Jan Siemieński w okresie przedwojennym wyróżniał (Podział historii ustroju polski na okresy, 1925; Historia ustroju Polski w zarysie, 1925):
- okres I – monarchii samowładnej pierwszych Piastów, od połowy X do 1228 r.;
- okres II – monarchii możnowładczej okresu późniejszych Piastów, od 1228 r. do przywileju „nihil novi” z 1505 r.;
- okres III – demokracji szlacheckiej, od 1505 do uchwalenia Konstytucji 3 Maja w 1791 r.;
- okres IV – demokracji nowoczesnej, od uchwalenia Konstytucji 3 Maja do upadku kraju.

## Periodyzacja Balzera
Oswald Balzer wyróżniał w okresie przedwojennym (Historia ustroju Polski (1933) i dzieła wcześniejsze):
- okres wstępny, „przedhistoryczny”
- okres I – prawa książęcego, od 963 r.;
- okres II – samorządu społeczności stanowych (communitates), trwający od początku XIII do początku XVI stulecia, tj. do konstytucji nihil novi z 1505 r.;
- okres III – Rzeczypospolitej szlacheckiej, trwający od początku XVI wieku (konstytucja nihil novi z 1505 r. jako granica obu okresów) do Sejmu Wielkiego (1788, ewentualnie do 3 maja 1791);
- okres IV – okres reform zmierzających w kierunku państwa nowożytnego, trwający od 1788 r., a ściślej od Konstytucji 3 Maja 1791, a stłumiony w zalążku przez dwa ostatnie rozbiory Polski.

## Periodyzacja Bardacha
Według Juliusza Bardacha (Historia państwa i prawa polskiego (1955) i inne), reprezentującego podejście marksistowskie, wyróżnić można:
- I. Polskie państwo i prawo epoki feudalizmu:
  - 1) Państwa półpatriarchalne, półfeudalne, protofeudalne, plemienne – okres i powstania państwa polskiego, od VII wieku do połowy wieku X; był to okres przechodzenia od ustroju rodowego do feudalizmu;
  - 2) Państwo wczesnofeudalne, od drugiej połowy X wieku do 1138 r.;
  - 3) Państwo okresu rozdrobnienia feudalnego (1138–1320);
  - 4) Monarchia stanowa (państwo stanowe), od trzeciego dziesiątka lat XIV wieku do połowy XV wieku (1320–1454);
  - 5) Demokracja szlachecka, od połowy XV wieku do końca XVI wieku (1454–1606);
  - 6) Oligarchia magnacka, od początku XVII wieku do lat siedemdziesiątych XVIII wieku (1606–1764);
  - 7) Czasy reform i upadku szlacheckiej Rzeczypospolitej, okres próby ukształtowania monarchii konstytucyjnej (1765–1795);
  - 8) Ustrój i prawo na ziemiach polskich po rozbiorze w dobie rozkładu feudalizmu i formowania się stosunków kapitalistycznych 1795 do 1848 lub 1864 r.;
- II. Państwo i prawo epoki kapitalizmu na ziemiach Polski:
  - 9) Ustrój i prawo zaborcze na ziemiach Polski w epoce kapitalizmu do 1918 r.;
  - 10) Rzeczpospolita burżuazyjno-obszarnicza, nazwana potem II Rzecząpospolitą (1918–1939);
  - 11) Okupacja hitlerowska (1939–1944);
- III. Polskie państwo i prawo epoki socjalizmu:
  - 12. Ustrój państwowy i prawo Polski Ludowej (Polska Rzeczpospolita Ludowa), od 1944 r..

## Periodyzacja Uruszczaka
Wacław Uruszczak, opisując problemy periodyzacji historii polskiej, przedstawił w 2002 r. własny podział dla okresów przedrozbiorowych (O periodyzacji historii ustroju dawnej Polski):
- I. Monarchia Piastów (ok. 950–1370)
  - 1. Jedynowładztwo wczesnośredniowieczne (ok. 950 do 1227)
  - 2. Polikracja piastowska (1227–1320)
  - 3. Corona Regni Poloniae (1320–1370)
- II. Królestwo Andegawenów i Jagiellonów (1370–1572)
  - 1. Rządy możnowładcze (1370–1385)
  - 2. Monarchia arystokratyczna pierwszych Jagiellonów (1385–1492)
  - 3. Monarchia parlamentarna Złotego Wieku (1492–1569/1572)
- III. Rzeczpospolita Obojga Narodów (1573–1795)
  - 1. Monarchia elekcyjno-parlamentama Srebrnego Wieku (1573–1668)
  - 2. Rzeczpospolita w kryzysie (1668–1763)
  - 3. Rzeczpospolita in statu refonnandi (1764–1795)